# Allocerus bicarinatus
Allocerus bicarinatus är en skalbaggsart som först beskrevs av Monné M. L. och Monné M. A. 1998.  Allocerus bicarinatus ingår i släktet Allocerus och familjen långhorningar. Inga underarter finns listade i Catalogue of Life.